# 北京化工大学
北京化工大学（英語: Beijing University of Chemical Technology）は、中国北京市に本部を置く中国の公立大学。1958年創立、1958年大学設置。
大学の略称は北化、化大、北化大。2016年時点では、学校の面積は1,070畝、建築面積は63万平方メートル、生徒数約14,999人、本科生 余人、研究生6,358人、留学生497人、教職員2,298人。
大学は国家重点実験室も持っている。

## 略歴
北京化工大学は1958年7月14日に設置された北京化工学院が前身である。
1960年10月、中華人民共和国国務院は大学を全国重点大学に認定した。
1966年-1970年、文化大革命の時、学校閉校、学生募集を停止する。 
1971年-1976年、学校は合計六ロット労農兵を募集する。
1971年10月、北京化繊工学院を吸収合併する。
1977年10月に統一入試募集制度を回復し、四年制学部学部に入学。
1978年10月、北京化繊工学院に分離。
1994年2月、「北京化工大学」に改称。
1996年4月、化工管理幹部学院を吸収合併する。
2014年、秦皇島の校区から建設が始まって。

## 基礎データ
- 所在地
  - 東区地址：北京市朝陽区北三環東15号
  - 西区地址：北京市海淀区紫竹院路98号
  - 北区地址：北京市昌平区亢山路15号

- 校訓
  - 「宏徳博学、化育天工」

- 校歌
  - 「母校之光」。作詞王凱伝・作曲張丕基。

## 組織
「学院」も「系」も日本の大学の学部にほぼ相当する。「学部」は「学院」と「系」の上の編成で、実体はなく、日本の「学部」とは位置付けが異なっている。妙訳がないのでそのまま記す。
- 化学工程学院
- 材料科学と工程学院
- 機電工程学院
- 信息科学と技術学院
- 経済管理学院
- 理学院
- 文法学院
- 生命科学と技術学院
- マルクス主義学院
- 継続教育学院
- 職業技術学院
- 国際教育学院

## 附属機関

### 附属図書館
- 北京化工大学図書館 - 蔵書数は全館合計で約150万冊

## 学生生活
- 学生団体

## 大学の人物一覧

### 教授
- 学長：譚天偉
- 党委書記：王芳

### 卒業生
- 賀国強：第十七回中共中央政治局常委、十七届中国共産党中央規律検査委員会書記。
- 李学勇：第十八回中央委員、江蘇省省委副書記、省長、省政府党組書記。
- 何報翔：湖南省人民政府副省長、湖南省工商聯主席、第十一回全国政協委員。
- 馬志鵬：中共北京市委常委、市紀委書記、中共十六大中央紀律検査委員会委員、常委。
- 高金吉：中国工程院院士。
- 段雪：中国科学院院士。
- 周小川：中国人民銀行行長。
- 黄祖平：馬術騎手。
- 張擇：テニス選手。
- 慕容曉曉：女歌手。

### 歴代学長
| 任期                 | 名字   | 注 |
| -------------------- | ------ | -- |
| 1958年8月-1960年12月 | 李蘇   |    |
| 1959年3月-1971年4月  | 馬芳庭 |    |
| 1979年7月-1982年6月  | 馬芳庭 |    |
| 1982年6月-1985年1月  | 陳鑒遠 |    |
| 1985年1月-1993年10月 | 龐瑶琳 |    |
| 1993年10月-1997年8月 | 樊麗秋 |    |
| 1997年8月—2012年6月  | 王子鎬 |    |
| 2012年6月現在        | 譚天偉 |    |

### 歴代書記
| 任期                 | 名字   | 注 |
| -------------------- | ------ | -- |
| 1959年3月-1971年4月  | 馬芳庭 |    |
| 1979年7月-1982年6月  | 馬芳庭 |    |
| 1973年7月-1979年7月  | 周静   |    |
| 1982年6月-1983年12月 | 周静   |    |
| 1985年1月-1993年10月 | 姜法善 |    |
| 1993年10月-1996年8月 | 盧済金 |    |
| 1996年8月-2002年12月 | 馮文林 |    |
| 2002年12月現在       | 王芳   |    |

## 対外関係
2016現在、全部で15余国45大学・機関と交流協定を結んでいる。
- オーストラリア
  - ニューサウスウェールズ大学
  - ビクトリア大学
  - フリンダース大学

- カナダ
  - マニトバ大学

- デンマーク
- デンマーク技術大学（英語版）

- フィンランド
  - ラッペーンランタ大学

- フランス
  - en:Blaise Pascal University
  - en:University of Maine (France)

- ドイツ
  - en:Kaiserslautern University of Technology
  - マルティン・ルター大学ハレ・ヴィッテンベルク

- イタリア
  - Università degli Studi della Calabria

- 日本
  - 東京都立大学工学院
  - 東京都立大学理学院
  - 大阪大学理学科
  - 福井大学
  - 豊田工業大学
  - 名古屋工業大学
  - 北見工業大学
  - 早稲田大学
  - 信州大学[2]

- 韓国
  - 忠南大学
  - 祥明大学

- パキスタン
  - 国立科技大学 (パキスタン)（英語版）

- ロシア
  - 庫班化工大学
  - モスクワ国立環境工学大学
  - ロシア碦山技術大学
  - ロシア科学院シベリア分院

- 台湾
  - 中州技術学院
  - 南台科技大学

- イギリス
  - en:University of Surrey
  - リヴァプール大学

- ウクライナ
  - ウクライナ国立化工大学

- アメリカ合衆国
  - en:University of Dayton
  - フロリダ・アトランティック大学
  - セントラルフロリダ大学
  - カリフォルニア大学デービス校